# Sinești (okręg Vâlcea)
Sinești – wieś w Rumunii, w okręgu Vâlcea, w gminie Sinești. W 2011 roku liczyła 748 mieszkańców.